# Campeonato de Apertura 1944
Campeonato de Apertura 1944 bestod av två turneringar, vilka blev den nionde och tionde upplagan av den chilenska fotbollsturneringen Campeonato de Apertura. Den första turneringen bestod av sex lag och den andra turneringen av åtta lag. Santiago Morning vann båda turneringarna. 

## Första turneringen

### Gruppspel
| Plac. | Lag                  | S | V | O | F | GM | IM | MSK | Poäng |
| ----- | -------------------- | - | - | - | - | -- | -- | --- | ----- |
| 1     | Santiago Morning     | 5 | 4 | 0 | 1 | 14 | 8  | +6  | 8     |
| 2     | Unión Española       | 5 | 3 | 0 | 2 | 10 | 10 | ±0  | 6     |
| 3     | Magallanes           | 5 | 2 | 1 | 2 | 9  | 9  | ±0  | 5     |
| 4     | Colo-Colo            | 5 | 2 | 0 | 3 | 13 | 13 | ±0  | 4     |
| 5     | Audax Italiano       | 5 | 2 | 0 | 3 | 12 | 13 | -1  | 4     |
| 6     | Universidad de Chile | 5 | 1 | 1 | 3 | 11 | 16 | -5  | 3     |